# 卡斯爾波恩特 (英國國會選區)
卡斯爾波恩特（英語：Castle Point），英國國會一郡選區，包括英格蘭東部埃塞克斯郡卡斯爾波恩特全部。始設於1983年。
本區除1997年支持過工黨外，其餘時間都支持保守黨。2010年大選中蕾貝卡·哈里斯以44.0%選票擊敗2008年脫離保守黨的當區議員鮑伯·斯平克當選。